# À l'épreuve d'une tribu
À l'épreuve d'une tribu est une série documentaire diffusée sur National Geographic Channel. Dans le programme Hazen Audel visite plusieurs tribus dans le monde entier et participe à leur vie quotidienne. Il apprend leurs tactiques de survie.

## Concept
Dans À l'épreuve d'une tribu Hazen Audel rejoint une tribu pendant une semaine à dix jours et est formé dans plusieurs compétences de survie que la tribu visitée utilise pour survivre depuis des centaines ou milliers d'années. Hazen Audel est un biologiste de formation qui travaille comme guide de survie. Dans la série, il adopte les coutumes, le régime alimentaire et le mode de vie des membres de la tribu qu'il visite.

## Émissions

### Saison 1 (2014)
| Numéro d'épisode | Titre original        | Titre français                 | Date de diffusion |
| ---------------- | --------------------- | ------------------------------ | ----------------- |
| 01               | Blood Warriors        | Le sang du guerrier            | 24 juillet 2014   |
| 02               | Rainforest Masters    | Les maîtres de la forêt        | 24 juillet 2014   |
| 03               | Eagle Assassins       | Le territoire de l'aigle royal | 31 juillet 2014   |
| 04               | Solomon Shark Hunters | L'île au requin mort           | 14 août 2014      |
| 05               | Desert Hunters        | Les chasseurs du désert        | 21 août 2014      |
| 06               | Arctic Endurance      | En terre Arctique              | 28 août 2014      |

### Saison 2 (2016)
| Numéro d'épisode | Titre original     | Titre français               | Date de diffusion |
| ---------------- | ------------------ | ---------------------------- | ----------------- |
| 01               | Ultimate Guide     | Le sacrifice de la jungle    | 31 mars 2016      |
| 02               | Cannibal Legend    | La légende cannibale         | 7 avril 2016      |
| 03               | Savage Jungle      | Au cœur de la jungle sauvage | 14 avril 2016     |
| 04               | Killer Cold        | Glace, neige et blizzard     | 21 avril 2016     |
| 05               | Into Raging Waters | Des eaux déchaînées          | 28 avril 2016     |
| 06               | Killer Climb       | Dangereuse ascension         | 5 mai 2016        |
| 07               | Deadly Waters      | Voyage en haute mer          | 12 mai 2016       |
| 08               | Thin Air           | En haute altitude            | 19 mai 2016       |
| 09               | Scorched Earth     | Périple dans le désert       | 26 mai 2016       |
| 10               | Tropics            | L'enfer de l'outback         | 5 août 2016       |
| 11               | Extreme Cold       | Blizzard mortel              | 26 août 2016      |
| 12               | Desert             | Désert mortel                | 16 septembre 2016 |